# Суховей, Юрий Геннадьевич
Юрий Геннадьевич Суховей (род. 3 октября 1962, Щучинск, Целинный край) — тюменский учёный, преподаватель, доктор медицинских наук, профессор, директор Тюменского филиала научно-исследовательского института клинической иммунологии (ТФ НИИКИ) СО РАМН, заместитель генерального директора по науке НПО Тюменькриобанк.

## Биография

### Образование
В 1980 году окончил среднюю школу № 8 г. Тюмени.
В 1986 году окончил с отличием Тюменский государственный медицинский институт, лечебный факультет, квалификация «врач».
В 1986 году зачислен в клиническую ординатуру по специальности «Внутренние болезни» при Тюменском государственном медицинском институте, которую окончил в 1988 году.
С 1988 по 1991 годы очная аспирантура по специальности «Инфекционные болезни» при Тюменском государственном медицинском институте. В 1992 году защитил диссертацию на соискание учёной степени кандидата медицинских наук. В 1998 г. в ГУ НИИ клинической иммунологии СО РАМН (г. Новосибирск) защитил диссертацию на соискание учёной степени доктора медицинских наук «Функциональное состояние иммунной системы при воспалительных заболеваниях часто и длительно болеющих лиц».

### Научная деятельность
В 1992 году работал ассистентом кафедры госпитальной терапии Тюменского государственного медицинского института. В 1993 году организовал и возглавил научную лабораторию Тюменского областного центра клинической иммунологии.
С 1993 года активно работает над проблемой вторичных иммунодефицитных состояний у коренного и пришлого населения Тюменской области. С 1996 года возглавляет организованный им Тюменский филиал ГУ Научно-исследовательский институт клинической иммунологии СО РАМН, имеющий в своем составе четыре иммунологические лаборатории (ИФА-диагностики, клеточной иммунологии, иммуногистохимическая, ПЦР), клинический и фармацевтический отделы.
С 2001 г. — член диссертационного совета Тюменского государственного университета. С 2001 года — член Президиума «Уральского общества иммунологов, аллергологов и иммунореабилитологов». C 2001 года член диссертационного Совета НИИ Клинической иммунологии СО РАМН.
В 2002 году организовал Тюменское отделение межрегионального общественного объединения — общественной организации: «Уральское общество иммунологов, аллергологов и иммунореабилитологов», является его председателем.
С 2003 года вошёл в состав Президиума Тюменского Научного центра СО РАН.
Под его руководством защищено 20 кандидатских и 3 докторских диссертации, в том числе 5 — сотрудниками филиала (по специальностям: аллергология и иммунология, патологическая физиология), 4 — в области смежных дисциплин (кардиология, дерматология, венерология, внутренние болезни, пульмонология).
С 2009 года заместитель генерального директора по научной работе НПО Тюменькриобанк. В 2012 году — Член организационного совета X Юбилейной конференции иммунологов Урала с международным участием, посвящённая памяти заслуженного деятеля науки РФ, заведующей кафедрой аллергологии и иммунологии ЧГМА, профессора, д.м.н. Тепловой С. Н.
В 2013 году участвовал в разработке препаратов для биоревитализации Revi; Revisk; Revident; Uro-gial.
В 2018 году разработал препарат Fullgell — средство для заживления ран, лечения пролежней.
В 2020 году совместно с НИИ Биотехнологии Митокей разработал геропротектор нового поколения со свойствами иммуномодулятора, кардиопротектора, онкопротектора, гастропротектора.

### Награды
В 2007 г. награждён серебряной медалью Российской Академии Естественных Наук «За развитие медицины и здравоохранения».
В 2012 году отмечен Благодарностью Российского научного общества иммунологов за активное участие в подготовке и проведении X Конференции иммунологов Урала.

### Экспедиции
Под его руководством организован и проведён ряд экспедиций в районы Крайнего Севера и Тюменской области (Пуровский, Красноселькупский, Исетский).

## Научные труды
- Брушков А. В., Мельников В. П., Суховей Ю. Г., Грива Г. И., Репин В. Е., Каленова Л. Ф., Бреннер Е. В., Субботин Е. М., Трофимова Ю. Б., Танака М., Катаяма Т., Утсуми М. Реликтовые микроорганизмы криолитозоны как возможные объекты геронтологии.//Успехи геронтологии. 2009. — Т. 22. № 2. — С. 253—258.
- Зурочка А. В., Суховей Ю. Г., Зурочка В. А., Добрынина М. А., Петров С. А., Унгер И. Г., Костоломова Е. Г., Аргунова Е. Г., Субботин А. М., Колобов А. А., Симбирцев А. С. Антибактериальные свойства синтетических пептидов активного центра gm-csf//Цитокины и воспаление. 2010. — Т. 9. № 4. — С. 32-34.
- Kalenova L.F., Sukhovei YU. G., Fisher T.A. Specific and nonspecific reactions of mouse immune system under the effect of short-term exposure in warm and/or cold water// Bulletin of experimental biology and medicine. 2005. — Т. 140. № 6. — С. 720—722.
- Петров С.А. С. А. Петров, Ю. Г. Суховей Офтальмоиммунология близорукости.//Российская федерация, м-во здравоохранения и социального развития, РАМН (сибирское отд-ние), Тюменский фил. гос. учреждения «Науч.-исслед. ин-т клинической иммунологии». — Тюмень, 2007.
- Кунгуров Н. В., Матусевич С. Л., Гольцов С. В., Суховей Ю. Г. Сравнительная характеристика иммунологических показателей у больных распространённым псориазом при наличии у них клинических признаков иммунодефицитного состояния// Российский журнал кожных и венерических болезней. 2002. № 2. — С. 33.
- Kalenova L.F., Sukhovei YU.G., Brushkov A.V., Melnikov V.P., Fisher T.A., Besedin I.M., Novikova M.A., Efimova YU.A. Effects of permafrost microorganisms on the quality and duration of life of laboratory animals//Neuroscience and behavioral physiology. 2011. — Т. 41. № 5. — С. 484—490.
- Матусевич C.Л., Гольцов C.В., Кунгуров Н. В., Суховей Ю. Г., Тузанкина И. А. Влияние вторичного иммунодефицитного состояния на течение и клинические проявления распространённого псориаза. // Российский журнал кожных и венерических болезней. 2001. — № 5. — С. 14.
- Орлова Т. В., Суховей Ю. Г., Унгер И. Г. Зависимость эффективности вакцинопрофилактики гриппа от исходного состояния иммунной системы.// Эпидемиология и вакцинопрофилактика. 2004. — Т. 4. № 17. — С. 17.
- Зурочка А. В., Суховей Ю. Г., Зурочка В. А., Добрынина М. А., Петров С. А., Костоломова Е. Г. Плейотропные эффекты синтетических пептидов активного центра гм-ксф// Вестник уральской медицинской академической науки. 2010. — Т. 2. — С. 35.
- Суховей Ю. Г., Петров С. А., Попов А. В., Унгер И. Г., Аргунова Г. А. Иммунный статус больных с впервые выявленным инфильтративным туберкулёзом лёгких, страдающих частой респираторной вирусной инфекцией// Туберкулёз и болезни легких. 2004. — № 11. — С. 28.
- Кунгуров Н. В., Матусевич С. Л., Гольцов С. В., Суховей Ю. Г. Сравнительная характеристика иммунологических показателей у больных распространённым псориазом при наличии у них клинических признаков иммунодефицитного состояния// Вестник дерматологии и венерологии. 2002. № 2.
- Калёнова Л. Ф., Суховей Ю. Г., Брушков А. В., Мельников В. П., Фишер Т. А., Беседин И. М., Новикова М. А., Ефимова Ю. А., Субботин А. М. Влияние микроорганизмов вечной мерзлоты на морфофункциональную активность иммунной системы в эксперименте//Бюллетень экспериментальной биологии и медицины. 2011. — Т. 151. № 2. — С. 164—167.
- Криотерапия в практике врача клинициста/Руководство/ С. А. Петров и др. ; Общ. Ред.: Ю. Г. Суховей]; российская акад. Наук [и др.. Тюмень, 2008.
- Матаев С. И., Суховей Ю. Г., Петров С. А. Особенности пищевого и иммунного статуса лиц, содержащихся в условиях пенитенциарного учреждения//Вопросы питания. 2004. № 3. — С. 25.
- Калёнова Л. Ф., Фишер Т. А., Суховей Ю. Г., Беседин И. М. Влияние кратковременных гипотермальных и контрастных воздействий на иммунофизиологические параметры лабораторных животных // Бюллетень экспериментальной биологии и медицины. 2009. — Т. 147. № 5. — С. 549—552.
- Суховей Ю. Г., Цирятьева С. Б., Минин А. С., Самусев Р. С., Сыч А. С., Костоломова Е. Г. Способ моделирования инфицированной раны мягких тканей// Патент на изобретение rus 2321898 23.06.2006
- Коптюг А. В., Мамонтов Е. В., Суховей Ю. Г. На пути к персонализированной медицине//Наука из первых рук. 2011. — Т. 38. № 2. — С. 90-97.
- Коптюг А. В., Мамонтов Е. В., Суховей Ю. Г. На пути к персонализированной медицине. Динамическая модель развития опухоли// Наука из первых рук. 2011. — Т. 42. № 6. — С. 44-51.
- Зурочка А. В., Зурочка В. А., Костоломова Е. Г., Добрынина М. А., Суховей Ю. Г., Гриценко В. С. Сравнительная характеристика антибактериальных свойств пептидов активного центра гм-ксф и веществ, полученных из супернатантов cd34 +45—клеток — предшественников гемопоэза//Гигиена и санитария. 2012. № 3. — С. 71.
- Суховей Ю. Г., Петров С. А., Попов А. В. Иммунный статус больных с впервые выявленным инфильтративным туберкулёзом легких, страдающих частой респираторной инфекцией//Проблемы туберкулёза и болезней легких. 2004. № 5. — С. 28.
- Каленова Л. Ф., Суховей Ю. Г., Фишер Т. А. Специфические и неспецифические реакции иммунной системы мышей под влиянием кратковременного пребывания в тёплой и/или холодной воде// Бюллетень экспериментальной биологии и медицины. 2005. — Т. 140. № 12. — С. 674—677.
- Козел Н. П., Мальчевский В. А., Суховей Ю. Г., Унгер И. Г. Физиологические значения некоторых иммунологических показателей в синовиальной жидкости коленных суставов// Вестник новых медицинских технологий. 2009. — Т. 16. № 2. — С. 183.
- Доценко Е. Л., Суховей Ю. Г. Психоиммунное единство системы жизнеобеспечения// Вестник тюменского государственного университета. 2012. № 9. — С. 134—141.
- Попов А. В., Суховей Ю. Г., Петров С. А., Костоломова Е. Г. Динамика показателей иммунного статуса до и после погружения в ледяную воду у лиц, занимающихся зимним плаванием//Медицинская иммунология. 2007. Т. 5. — С. 383.